# Pitkäjärvi (sjö i Finland, Mellersta Finland, lat 63,30, long 25,28)
Pitkäjärvi är en sjö i Finland. Den ligger i kommunen Kinnula i landskapet Mellersta Finland, i den centrala delen av landet, 300 km norr om huvudstaden Helsingfors. Pitkäjärvi ligger 169,9 meter över havet. I omgivningarna runt Pitkäjärvi växer i huvudsak blandskog. Den är 6,3 meter djup. Arean är 92,8 hektar och strandlinjen är 10,92 kilometer lång. Sjön  ingår i Kymmene älvs huvudavrinningsområde. 